# Aspila macularis
Aspila macularis är en fjärilsart som beskrevs av W. Warren 1912. Aspila macularis ingår i släktet Aspila och familjen nattflyn. Inga underarter finns listade i Catalogue of Life.